# Bringmann & Kopetzki
Bringmann & Kopetzki ist ein Comiczeichner-, Grafiker- und Künstlerduo aus Kassel und Berlin, bestehend aus Karl Valentin Kopetzki (* 21. Dezember 1969 in Berlin) und Jens Bringmann (* 18. November 1970 in Kassel).
Auszeichnend ist der oft recht ausgefallene Comic-Stil, der im Jahre 2004 durch das Musikvideo für Toktok feat. Nena sowie durch die Comicserie Hotze im Musikmagazin Groove und die Comics in der Zeitschrift Raveline bekannt wurde.
Außerdem gelten sie als Mitinitiatoren des Techno-Clubs Stammheim in Kassel, für den sie auch seinerzeit die Werbung und die Comics entworfen haben. Passend dazu zeichneten sie das Maskottchen Ravelinde aka Stammheim Linde als Werbeträger, das regelmäßig auf den Flyern des Clubs zu sehen war. Bringmann & Kopetzki erhielten den Spectrum Award in Silber 2019.

## Hotze
Hotze ist die Hauptfigur der nach ihm benannten Comicserie der beiden Zeichner. In den teilweise skurrilen Geschichten wird er mit verschiedenen Problemen der Techno-Szene konfrontiert. Die ein- und zweiseitigen Geschichten der Serie sind seit 1997 fester Bestandteil des Musikmagazins Groove.
Hotze ist DJ und arbeitet in einem Plattenladen. Am Ende des ersten Albums ersteht er zusammen mit seinen Freunden ein Gelände einer ehemaligen kleinen Firma. Dort wohnen sie zusammen in einer WG und betreiben daneben einen Platten- und Klamotten-Shop. Schließlich eröffnen sie dort einen Club mit dem Namen Pussy Galore. Sein Kumpel Udo arbeitet mit Hotze im Plattenladen. Krause trägt meistens eine Sonnenbrille und fällt besonders durch seine Sprüche auf. Kralle hat seit einer früheren Loveparade-Veranstaltung durch einen übermäßigen Speedkonsum eine steife Hand. Lily ist eine Tochter reicher Eltern, die Grafikdesign studiert. Sie hat im Laufe der Geschichte Beziehungen mit vielen Männern. Bea ist Betreiberin des Klamotten-Tattoo-Piercing-Ladens mit einer Schwäche für Esoterik. 
Mittlerweile sind von Bringmann & Kopetzki sechs Alben erschienen:
- Hotze – Für eine Handvoll Party (Thomas Koch Verlag, 2000)
- Hotze 2 – Pussy Galore (Ehapa, 2005)
- Hotze 3 – We Are Family (Ehapa, 2013)
- Wild Life – Welcome to the Club (Ehapa, 2006, Cartoons aus Raveline, ohne Hotze)
- Wild Life 2 – Party Animals (Ehapa, 2008, Cartoons, ohne Hotze)
- Wild Life 3 - Body Language (Ehapa, 2011, Cartoons, ohne Hotze)

Zudem erschienen für die beiden Comics Für eine Handvoll Party und Pussy Galore jeweils ein Soundtrack zum Comic mit dem Namen Hotze - The Original Comic Book Soundtrack, auf dem ausschließlich exklusive Tracks von Künstlern wie John Acquaviva und Toktok enthalten sind. Zusätzlich erschien ein Soundtrack im sogenannten Wildstyle-Mix von DJ Pierre auf CD auf seinem Label Hörspielmusik.